# Aristide Zogbo
Aristide Benoît Zogbo (Abiyán, Costa de Marfil, 30 de diciembre de 1981) es un exfutbolista marfileño que jugaba como guardameta.

## Selección nacional
Fue internacional con la selección marfileña en 6 ocasiones.

### Participaciones en Copas del Mundo
| Mundial                        | Sede      | Resultado      | Partidos | Goles |
| ------------------------------ | --------- | -------------- | -------- | ----- |
| Copa Mundial de Fútbol de 2010 | Sudáfrica | Fase de grupos | 0        | 0     |

### Participaciones en Copas Africanas
| Copa                           | Sede   | Resultado        | Partidos | Goles |
| ------------------------------ | ------ | ---------------- | -------- | ----- |
| Copa Africana de Naciones 2010 | Angola | Cuartos de final | 0        | 0     |

## Clubes
| Club              | País            | Año       |
| ----------------- | --------------- | --------- |
| Issia Wazi        | Costa de Marfil | 2003-2007 |
| Ittihad El-Shorta | Egipto          | 2007-2009 |
| Maccabi Netanya   | Israel          | 2009-2010 |
| ES Bingerville    | Costa de Marfil | 2012-2013 |

## Palmarés

### Campeonatos nacionales
| Título                  | Club       | País            | Año  |
| ----------------------- | ---------- | --------------- | ---- |
| Copa de Costa de Marfil | Issia Wazi | Costa de Marfil | 2006 |